# أنطون فالش
أنطون فالش (بالإنجليزية: Anton Falch)‏ هو لاعب كرة قاعدة أمريكي، ولد في 4 ديسمبر 1860 في ميلواكي في الولايات المتحدة، وتوفي في 31 مارس 1936 في واواتوزا في الولايات المتحدة.

## وصلات خارجية
- أنطون فالش على موقعبيزبول رفرنس.كوم (الدوري الرئيسي) (الإنجليزية)
- أنطون فالش على موقعبيزبول رفرنس.كوم (الدوري الثانوي) (الإنجليزية)
- أنطون فالش على موقع جمعية أبحاث البيسبول الأمريكية (الإنجليزية)